# Abarth Grande Punto S2000

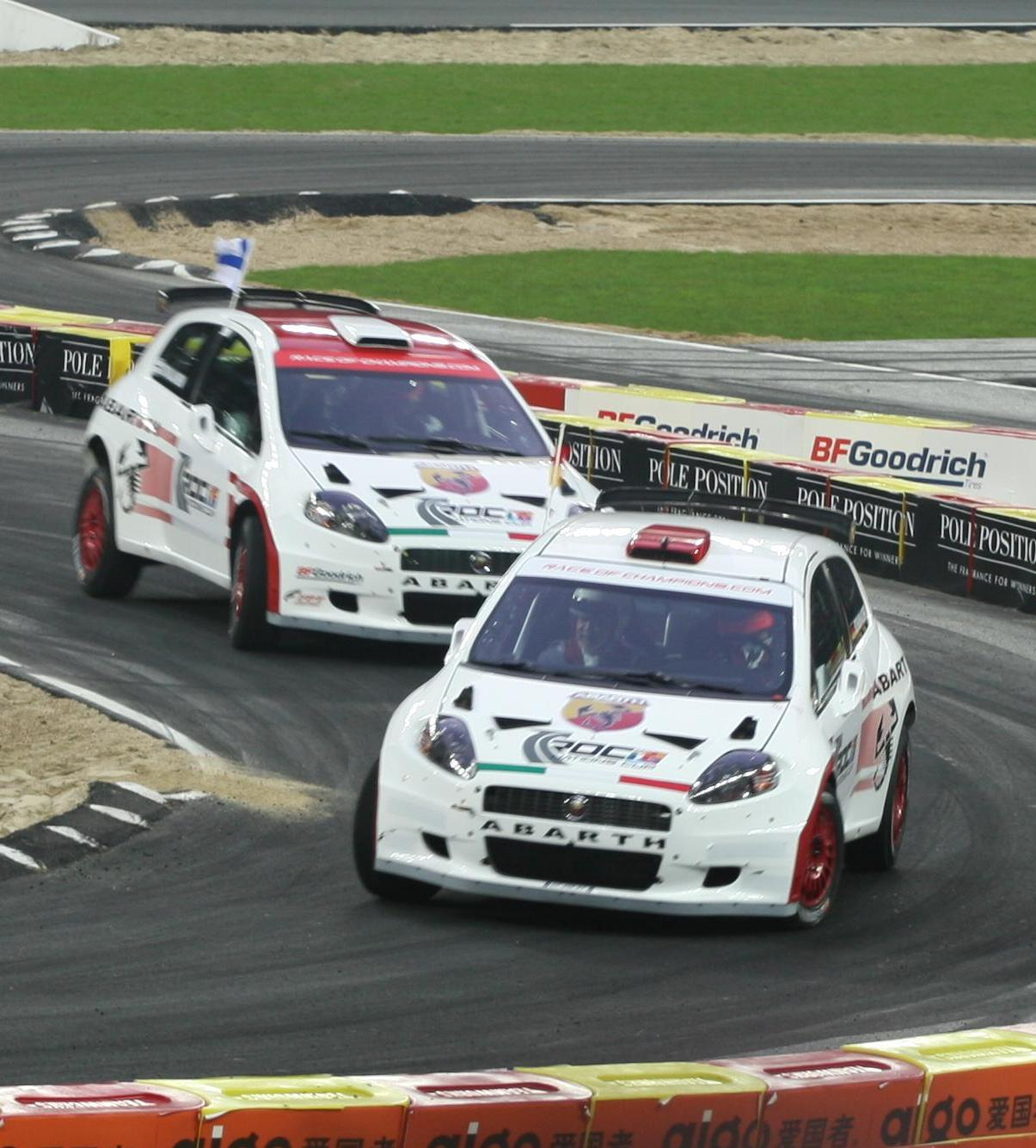
Heikki Kovalainen y Michael Schumacher conduciendo un Abarth Grande Punto S2000 (Wembley 2007).

El Abarth Grande Punto S2000 es el modelo de competición de la casa Abarth con homologación S2000. Fue desarrollado en el año 2006 con el objetivo de participar en las competiciones del IRC (Internacional Rally Challenge).
Inicialmente se fabricaron quince unidades de este modelo que al igual que el Abarth Grande Punto, está basado en el Fiat Grande Punto aunque hay notables diferencias entre ellos. El Abarth Grande Punto S2000, además de llevar de serie el llamado “kit essesse”, ha sufrido varias transformaciones en la carrocería para poder llevar un sistema de amortiguación más duro que le permitiera agarrarse mejor al terreno. El modelo va equipado con un motor atmosférico sin turbo de 1997 cc y una potencia de 270 cv. Para darle una mayor refrigeración, el capó inicial del Fiat Grande Punto se modificó, incorporándole varias entradas de aire. La caja de cambios es secuencial de 6 velocidades con tracción a las cuatro ruedas.

## Competición
El Grande Punto obtuvo la homologación Super 2000 de la FIA en 2006 y debutó en el Rallye Ciocco de ese mismo año, donde además ganó, pilotado por Paolo Andreucci.
En el primer campeonato IRC (Internacional Rally Challenge) participó con dos equipos; uno formado por Andrea Navarra y Guido D’more y el otro por Humberto Scandola y Anton Alen. Es muy usado en el Campeonato de Europa de Rally y el IRC, competiciones donde ha obtenido varias victorias, sobre todo con pilotos italianos. 

### Victorias IRC
| N.º | Año  | Rally                           | Piloto             | Copiloto       |
| --- | ---- | ------------------------------- | ------------------ | -------------- |
| 1   | 2006 | 48.º Rallye Sanremo             | Paolo Andreucci    | Anna Andreussi |
| 2   | 2007 | Rally de Rusia                  | Anton Alén         | Timo Alanne    |
| 3   | 2008 | 45.º Rally Príncipe de Asturias | Giandomenico Basso | Mitia Dotta    |
| 4   | 2008 | 50.º Rallye Sanremo             | Giandomenico Basso | Mitia Dotta    |
| 5   | 2009 | 50. Rali Vinho da Madeira       | Giandomenico Basso | Mitia Dotta    |

### Victorias Campeonato de Europa
| N.º | Año  | Rally                          | Piloto             | Copiloto          |
| --- | ---- | ------------------------------ | ------------------ | ----------------- |
| 1   | 2006 | Rally 1000 Miglia              | Paolo Andreucci    | Anna Andreussi    |
| 2   | 2006 | Fiat Rally                     | Giandomenico Basso | Mitia Dotta       |
| 3   | 2006 | Rally de Ypres                 | Giandomenico Basso | Mitia Dotta       |
| 4   | 2006 | Rally Bulgaria                 | Giandomenico Basso | Mitia Dotta       |
| 5   | 2006 | Rali Vinho da Madeira          | Giandomenico Basso | Mitia Dotta       |
| 6   | 2007 | Rally 1000 Miglia              | Giandomenico Basso | Mitia Dotta       |
| 7   | 2007 | Elpa Rally                     | Volkan Isik        | Kaan Özşenler     |
| 8   | 2008 | Croatia Delta Rally            | Corrado Fontana    | Renzo Casazza     |
| 9   | 2009 | Rally 1000 Miglia              | Giandomenico Basso | Mitia Dotta       |
| 10  | 2009 | Rally Bulgaria                 | Giandomenico Basso | Mitia Dotta       |
| 11  | 2009 | Rallye Antibes Cote d´Azur     | Giandomenico Basso | Mitia Dotta       |
| 12  | 2010 | Croatia Delta Rally            | Luca Rossetti      | Matteo Chiarcossi |
| 13  | 2010 | Bosphorus Rally                | Luca Rossetti      | Matteo Chiarcossi |
| 14  | 2010 | Rallye International du Valais | Luca Rossetti      | Matteo Chiarcossi |
| 15  | 2011 | Croatia Delta Rally            | Luca Rossetti      | Matteo Chiarcossi |
| 16  | 2011 | Rally Bulgaria                 | Luca Rossetti      | Matteo Chiarcossi |
| 17  | 2011 | Rallye Antibes Côte d’Azur     | Luca Rossetti      | Matteo Chiarcossi |